# Mario Musolesi
Mario Musolesi, genannt  il Lupo (* 1. August 1914 in Monzuno; † 29. September 1944 in Marzabotto), war ein italienischer Partisan des Zweiten Weltkrieges.

## Wirken
Mario Musolesi war im italienischen Widerstand, ohne einer politischen Partei anzugehören. Den Spitznamen „Lupo“ (ital. für Wolf), den er von Freunden aus seiner Kindheit bekommen hatte, sollte – zum Teil auch im parteipolitischen Kampf – auf seinen starken Charakter und auf seinen Mut hinweisen.
Er war einer der führenden Kräfte in der Organisation „Stella Rossa“ (ital. für Roter Stern nach dem Vorbild der jugoslawischen Partisanen unter Josip Broz Tito), die in der Region Emilia-Romagna, genauer an der Linea Gotica bei Marzabotto gegen die deutsche Besatzung gekämpft haben. Bekannt wurde das Massaker von Marzabotto in der Zeit vom 29. September bis zum 1. Oktober 1944. Schon am ersten Tag starb „Lupo“. Er gilt in der Region noch heute als Held, worauf auch ein Gedenkstein hinweist.